# Crni Orfej (1959.)
Crni Orfej (port.) je brazilsko/francusko/talijanski film iz 1959., kojeg je režirao francuski redatelj Marcel Camus. Film se temelji na kazališnom komadu "Orfeu da Conceição" kojeg je napisao Vinícius de Moraes, a radnja se odvija u modernoj brazilskoj faveli u Rio de Janeiro tijekom karnevala.
Film je naročito poznat po svom soundtracku na kojem su djelovala dva brazilska skladatelja: Antônio Carlos Jobim, čija pjesma "A felicidade" se može čuti na početku filma; i Luiz Bonfá. 

## Nagrade
Film je bio dobitnikom više nagrada, između ostalih osvojio je Oscara za najbolji strani film i Zlatnu palmu.

## Vanjske poveznice
- Crni Orfej u internetskoj bazi filmova IMDb-a

[[]]